# Zoran Filipović
Zoran Filipović (srbskou cyrilicí Зоран Филиповић; * 6. února 1953, Podgorica) je bývalý jugoslávský fotbalista černohorské národnosti, útočník. Byl nejlepším střelcem jugoslávské ligy 1976/1977 a Poháru UEFA 1982/1983. Po skončení aktivní kariéry působil jako trenér. 

## Fotbalová kariéra
Začínal v týmu  FK Crvena zvezda, se kterým  vyhrál třikrát jugoslávskou ligu a jednou pohár. Dále hrál v Belgii za Club Brugge KV, a v Portugalsku za Benfiku a Boavistu. V Poháru mistrů evropských zemí nastoupil ve 22 utkáních a dal 12 gólů, v Poháru vítězů pohárů nastoupil v 8 utkáních a dal 9 gólů a v Poháru UEFA nastoupil ve 28 utkáních a dal 18 gólů. Za reprezentaci Jugoslávie nastoupil v letech 1971-1977 ve 13 utkáních a dal 2 góly. 

## Ligová bilance
| Ročník                          | Zápasy | Góly | Klub                   |
| ------------------------------- | ------ | ---- | ---------------------- |
| Jugoslávská Prva liga 1970/1971 | 28     | 13   | Crvena zvezda Bělehrad |
| Jugoslávská Prva liga 1971/1972 | 19     | 2    | Crvena zvezda Bělehrad |
| Jugoslávská Prva liga 1972/1973 | 17     | 5    | Crvena zvezda Bělehrad |
| Jugoslávská Prva liga 1973/1974 | 6      | 0    | Crvena zvezda Bělehrad |
| Jugoslávská Prva liga 1974/1975 | 22     | 14   | Crvena zvezda Bělehrad |
| Jugoslávská Prva liga 1975/1976 | 29     | 11   | Crvena zvezda Bělehrad |
| Jugoslávská Prva liga 1976/1977 | 33     | 21   | Crvena zvezda Bělehrad |
| Jugoslávská Prva liga 1977/1978 | 33     | 15   | Crvena zvezda Bělehrad |
| Jugoslávská Prva liga 1978/1979 | 3      | 0    | Crvena zvezda Bělehrad |
| Jugoslávská Prva liga 1979/1980 | 24     | 6    | Crvena zvezda Bělehrad |
| 1. belgická liga 1980/1981      | 21     | 8    | Club Brugge KV         |
| 1. portugalská liga 1981/1982   | 22     | 5    | Benfica Lisabon        |
| 1. portugalská liga 1982/1983   | 26     | 14   | Benfica Lisabon        |
| 1. portugalská liga 1983/1984   | 8      | 7    | Benfica Lisabon        |
| 1. portugalská liga 1984/1985   | 28     | 10   | Boavista FC            |
| 1. portugalská liga 1985/1986   | 21     | 5    | Boavista FC            |
| CELKEM 1. jugoslávská liga      | 212    | 88   |                        |
| CELKEM 1. belgická liga         | 21     | 8    |                        |
| CELKEM 1. portugalská liga      | 105    | 41   |                        |